# ژوزف دی اسند
ژوزف دی اسند (انگلیسی: Joseph D. Sneed؛ زاده ۲۳ سپتامبر ۱۹۳۸) یک فیزیک‌دان اهل ایالات متحده آمریکا است.